# Leptostrangalia nakamurai
Leptostrangalia nakamurai is een keversoort uit de familie van de boktorren (Cerambycidae). De wetenschappelijke naam van de soort werd voor het eerst geldig gepubliceerd in 1960 door Hayashi.